# کمپنایش
کمپنایش (به آلمانی: Kempenich) یک شهر در آلمان است که در اهرویلر واقع شده‌است. کمپنایش ۱٬۸۹۰ نفر جمعیت دارد.